# Fußball-Weltmeisterschaft 1994/Südkorea
Dieser Artikel behandelt die südkoreanische Fußballnationalmannschaft bei der Fußball-Weltmeisterschaft 1994 in den Vereinigten Staaten. Es war die vierte Teilnahme Südkoreas an der Endrunde einer Fußball-Weltmeisterschaft.

## Qualifikation
Zunächst mussten die Südkoreaner eine erste Gruppenphase bestehen. Gegen Bahrain, den Libanon, Hongkong und Indien hatten sie nur wenig Mühe und zogen in die letzte Gruppenphase ein. Die Spiele der Hinrunde wurden in Beirut (Libanon), die Spiele der Rückrunde in Seoul (Südkorea) ausgetragen.
Runde 1:
| Südkorea | – | Bahrain  | 0:0       |                                                                 |
| Libanon  | – | Südkorea | 0:1 (0:1) | Ha 17'                                                          |
| Indien   | – | Südkorea | 0:3 (0:1) | Hong 19, Choi M.-s. 70', Ha 89'                                 |
| Hongkong | – | Südkorea | 0:3 (0:1) | Ha 21', Seo 50', Choi M.-s. 73'                                 |
| Südkorea | – | Hongkong | 4:1 (1:1) | Choi M.-s. 12', Jung 76', Ha 81', Noh 85' / Au 21'              |
| Südkorea | – | Libanon  | 2:0 (1:0) | Ha 31', Hwangbo 56'                                             |
| Südkorea | – | Indien   | 7:0 (4:0) | Lee K.-b. 5' 25' 49', Kim T.-y. 37' 70', Park J.-b. 39', Ha 68' |
| Südkorea | – | Bahrain  | 3:0 (0:0) | Kang Chul 51', Park N.-y. 63', Gu 85'                           |

In der zweiten Gruppenphase traten die Südkoreaner gegen die fünf anderen Gruppensieger an. Alle Spiele fanden in Doha (Katar) statt. Gegner waren Japan, Iran, Irak, Saudi-Arabien und Nordkorea. Die Mannschaft startete schwach und hatte nach der Niederlage gegen Japan am vorletzten Tag nur noch eine minimale Chance auf die Qualifikation. Allerdings wurde das koreanische Duell gegen Nordkorea mit 3:0 gewonnen, während Japan gegen den Irak in der 92. Minute den Ausgleich hinnehmen musste und ausschied. Die Qualifikation ihrer Mannschaft nennen die Südkoreaner bis heute das Wunder von Doha.
| Südkorea | – | Iran          | 3:0 (1:0) | Park J.-b. 18', Ha 79', Ko 81'                   |
| Irak     | – | Südkorea      | 2:2 (1:1) | Hussein 32', Jafar 86' / Kim P.-k. 40', Hong 67' |
| Südkorea | – | Saudi-Arabien | 1:1 (0:0) | Shin 63' / Madani 90'                            |
| Japan    | – | Südkorea      | 1:0 (0:0) | Miura 61'                                        |
| Südkorea | – | Nordkorea     | 3:0 (0:0) | Ko 49', Hwang 53', Ha 75'                        |

## Aufgebot
| Nummer     | Name           | Damaliger Verein       | Geburtstag | Sp.      | Tor      | Rot      | G/R      | Gelb     |
| Torhüter   | Torhüter       | Torhüter               | Torhüter   | Torhüter | Torhüter | Torhüter | Torhüter | Torhüter |
| ---------- | -------------- | ---------------------- | ---------- | -------- | -------- | -------- | -------- | -------- |
| 1          | Choi In-young  | Ulsan Hyundai Horang-i | 05.03.1962 | 3        | 0        | 0        | 0        | 0        |
| 21         | Park Chul-woo  | Lucky Gold Star        | 29.09.1965 | 0        | 0        | 0        | 0        | 0        |
| 22         | Lee Woon-jae   | Kyung-Hee-Universität  | 26.04.1973 | 1        | 0        | 0        | 0        | 0        |
| Abwehr     |                |                        |            |          |          |          |          |          |
| 2          | Chung Jong-son | Ulsan Hyundai Horang-i | 20.03.1966 | 0        | 0        | 0        | 0        | 0        |
| 20         | Hong Myung-bo  | POSCO Atoms            | 12.02.1969 | 3        | 2        | 0        | 0        | 0        |
| 3          | Lee Jong-hwa   | Seongnam Ilhwa Chunma  | 20.06.1963 | 0        | 0        | 0        | 0        | 0        |
| 4          | Kim Pan-keun   | Lucky Gold Star        | 05.03.1966 | 3        | 0        | 0        | 0        | 0        |
| 5          | Park Jung-bae  | Daewoo Royals          | 19.02.1967 | 3        | 0        | 0        | 0        | 1        |
| 12         | Choi Yong-il   | Hyundai Horang-I       | 25.04.1966 | 3        | 0        | 0        | 0        | 2        |
| 17         | Gu Sang-bum    | Daewoo Royals          | 15.06.1964 | 0        | 0        | 0        | 0        | 0        |
| 13         | An Ik-soo      | Seongnam Ilhwa Chunma  | 06.05.1965 | 0        | 0        | 0        | 0        | 0        |
| Mittelfeld |                |                        |            |          |          |          |          |          |
| 6          | Lee Young-jin  | Lucky Gold Star        | 27.10.1963 | 3        | 0        | 0        | 0        | 0        |
| 7          | Shin Hong-gi   | Hyundai Horang-I       | 04.05.1968 | 3        | 0        | 0        | 0        | 1        |
| 8          | Noh Jung-yoon  | Sanfrecce Hiroshima    | 28.03.1971 | 2        | 0        | 0        | 0        | 0        |
| 14         | Choi Dae-sik   | Lucky Gold Star        | 10.01.1971 | 0        | 0        | 0        | 0        | 0        |
| 16         | Ha Seok-ju     | Daewoo Royals          | 20.02.1968 | 2        | 0        | 0        | 0        | 0        |
| 19         | Choi Mun-sik   | POSCO Atoms            | 06.01.1971 | 0        | 0        | 0        | 0        | 0        |
| Angriff    |                |                        |            |          |          |          |          |          |
| 9          | Kim Joo-sung   | VfL Bochum             | 17.01.1966 | 3        | 0        | 0        | 0        | 1        |
| 10         | Ko Jeong-un    | Seongnam Ilhwa Chunma  | 27.06.1966 | 0        | 0        | 0        | 0        | 0        |
| 11         | Seo Jung-won   | Gwangju Sangmu Phoenix | 17.12.1970 | 3        | 1        | 0        | 0        | 0        |
| 15         | Cho Jin-ho     | POSCO Atoms            | 02.08.1973 | 1        | 0        | 0        | 0        | 0        |
| 18         | Hwang Sun-hong | POSCO Atoms            | 14.07.1968 | 3        | 1        | 0        | 0        | 0        |
| Trainer    |                |                        |            |          |          |          |          |          |
|            | Kim Ho         |                        | 24.11.1944 |          |          |          |          |          |

## Spiele
Südkorea wurden in Gruppe C Titelverteidiger Deutschland, Spanien und Bolivien zugelost. Im ersten Spiel gegen Spanien lagen die Asiaten bis zur 85. Minute mit 0:2 in Rückstand, erreichten aber durch die Tore von Hong Myung-bo in der 85. und Seo Jung-won in der 90. Minute ein Unentschieden. Gegen Bolivien erkämpften sie sich beim 0:0 einen weiteren Punkt. Im ersten Zusammentreffen zwischen Deutschland und Südkorea führte der Titelverteidiger zur Halbzeit durch Jürgen Klinsmann (12./37.) und Karl-Heinz Riedle (20.) mit 3:0. Nach der Pause brachten Hwang Sun-hong (51.) und Hong Myung-bo (63.) Südkorea auf 2:3 heran, die Deutschen konnten die knappe Führung aber verteidigen. Durch diese Niederlage schieden die Südkoreaner in der Vorrunde aus, erreichten aber ihr bis dato bestes Ergebnis.
| Südkorea    | - | Spanien  | 2:2 (0:0) |
| Südkorea    | - | Bolivien | 0:0       |
| Deutschland | - | Südkorea | 3:2 (3:0) |